# Sportsmen Acres (Oklahoma)
Sportsmen Acres es un pueblo ubicado en el condado de Mayes en el estado estadounidense de Oklahoma. En el año 2010 tenía una población de 	322 habitantes y una densidad poblacional de 1.610 personas por km².

## Geografía
Sportsmen Acres se encuentra ubicado en las coordenadas 36°14′45″N 95°15′5″O / 36.24583, -95.25139 (36.245825, -95.251424).

## Demografía
Según la Oficina del Censo en 2000 los ingresos medios por hogar en la localidad eran de $37,222 y los ingresos medios por familia eran $38,333. Los hombres tenían unos ingresos medios de $30,909 frente a los $21,000 para las mujeres. La renta per cápita para la localidad era de $14,233. Alrededor del 4.6% de la población estaban por debajo del umbral de pobreza.